# هیلده لید
هیلده لید (انگلیسی: Hilde Synnøve Lid؛ زادهٔ ۱۸ مارس ۱۹۷۱) ورزشکار اسکی نمایشی اهل نروژ است.
وی در مسابقات کشوری و بین‌المللی در مجموع برندهٔ ۱ مدال نقره، ۱ مدال برنز شده‌است.